# Cavographie
La cavographie est un examen radiologique de la veine cave.
Cette veine, d'un diamètre important, transporte le sang des organes vers le cœur. L'examen nécessite l'injection d'un produit de contraste dans la veine fémorale, ou dans une veine périphérique.
Cet examen est maintenant complètement abandonné; remplacé par l'échographie-doppler et les nouveaux scanners.